# Rainer Salzgeber
Rainer Salzgeber (* 26. April 1967 in Schruns, Vorarlberg) ist ein ehemaliger österreichischer Skirennläufer und Mitglied des WSV Tschagguns. Er feierte seinen größten Erfolg mit der Silbermedaille im Riesenslalom bei den Weltmeisterschaften 1993 in Morioka. Weiters erreichte er sechs Podestplätze bei Weltcuprennen und wurde dreifacher österreichischer Staatsmeister. Seine Spezialdisziplinen waren Riesenslalom und Super-G.

## Werdegang
Salzgeber feierte seinen ersten großen Erfolg bei den Juniorenweltmeisterschaften 1985 in Jasná mit den Goldmedaillen im Slalom und in der Kombination. Im Jahr darauf gewann er die Europacup-Disziplinenwertung im Super-G. Bei den Olympischen Winterspielen 1992 in Albertville belegte er im Super-G Platz 15 und im Riesenslalom Rang sieben. Im Jahr darauf feierte er seinen größten Erfolg. Am 10. Februar 1993 gewann er bei den Weltmeisterschaften in Morioka überraschend die Silbermedaille im Riesenslalom.
Kurz darauf, am 27. Februar 1993, verletzte er sich bei der Abfahrt in Whistler Mountain schwer (vorderes und hinteres Kreuzband im rechten Knie gerissen, sowie Seitenband- und Meniskusriss), schaffte aber in der kommenden Saison ein erfolgreiches Comeback. Salzgeber erreichte seinen ersten Podestplatz im Weltcup, Rang drei beim Riesenslalom in Crans-Montana. Bei den Olympischen Winterspielen 1994 in Lillehammer verpasste er im Riesenslalom nur knapp eine Medaille und wurde Fünfter. Bei den Weltmeisterschaften 1997 in Sestriere belegte er im Riesenslalom Rang neun und 1999 in Vail im Super-G Platz 16.
Im Weltcup erreichte er Platz zwei beim Riesenslalom in Vail 1997 sowie beim Super-G in Schladming 1999. Zudem war er mit seinem fünften Platz am 21. Dezember 1998 am Neunfach-Sieg des ÖSV-Teams beim Super-G am Patscherkofel in Innsbruck beteiligt.
Seit seinem Rücktritt vom aktiven Skirennsport in der Saison 2001/02 arbeitet er bei der Skifirma Head, von Jänner 2002 bis Mai 2005 als Nachwuchs-Koordinator und seit Mai 2005 als Rennsportleiter.
Salzgeber ist seit 2017 mit seiner langjährigen Partnerin, der ehemaligen österreichischen Skirennläuferin Anita Wachter (* 1967), verheiratet, und die beiden haben zwei Töchter. Seine Tochter Amanda Salzgeber (* 2002) siegte für Österreich bei den Olympischen Jugend-Winterspielen 2020 in der Alpinen Kombination. Seine zweite Tochter Angelina (* 2005) war ebenfalls als Skirennläuferin aktiv.

## Erfolge

### Olympische Spiele
- Albertville 1992: 7. Riesenslalom, 15. Super-G
- Lillehammer 1994: 5. Riesenslalom

### Weltmeisterschaften
- Morioka 1993: 2. Riesenslalom
- Sestriere 1997: 9. Riesenslalom
- Vail 1999: 16. Super-G

### Juniorenweltmeisterschaften
- Sugarloaf 1984: 4. Riesenslalom
- Jasná 1985: 1. Slalom, 1. Kombination 5. Riesenslalom, 16. Abfahrt

### Weltcup
- 14 Platzierungen unter den besten fünf, davon 6 Podestplätze

### Weltcupwertungen
| Saison  | Gesamt | Gesamt | Abfahrt | Abfahrt | Super-G | Super-G | Riesenslalom | Riesenslalom | Kombination | Kombination |
| Saison  | Platz  | Punkte | Platz   | Punkte  | Platz   | Punkte  | Platz        | Punkte       | Platz       | Punkte      |
| ------- | ------ | ------ | ------- | ------- | ------- | ------- | ------------ | ------------ | ----------- | ----------- |
| 1989/90 | 51.    | 22     | –       | –       | –       | –       | 13.          | 22           | –           | –           |
| 1990/91 | 31.    | 42     | –       | –       | 13.     | 12      | 11.          | 30           | –           | –           |
| 1991/92 | 24.    | 336    | 61.     | 5       | 16.     | 115     | 17.          | 117          | 7.          | 99          |
| 1992/93 | 48.    | 176    | –       | –       | 39.     | 29      | 17.          | 65           | 7.          | 82          |
| 1993/94 | 44.    | 179    | –       | –       | 37.     | 10      | 14.          | 169          | –           | –           |
| 1994/95 | 36.    | 208    | –       | –       | 48.     | 5       | 11.          | 203          | –           | –           |
| 1995/96 | 54.    | 128    | 42.     | 27      | 61.     | 1       | 20.          | 100          | –           | –           |
| 1996/97 | 37.    | 271    | –       | –       | –       | –       | 6.           | 271          | –           | –           |
| 1997/98 | 32.    | 298    | –       | –       | 20.     | 69      | 8.           | 229          | –           | –           |
| 1998/99 | 25.    | 288    | –       | –       | 6.      | 212     | 22.          | 76           | –           | –           |
| 1999/00 | 41.    | 191    | –       | –       | 21.     | 75      | 19.          | 116          | –           | –           |
| 2000/01 | 70.    | 68     | –       | –       | –       | –       | 27.          | 68           | –           | –           |
| 2001/02 | 122.   | 15     | –       | –       | –       | –       | 44.          | 15           | –           | –           |

### Europacup
- Saison 1985/86: 1. Super-G-Wertung, 3. Riesenslalomwertung
- Saison 1986/87: 2. Gesamtwertung, 2. Super-G-Wertung, 2. Riesenslalomwertung
- Saison 1994/95: 3. Abfahrtswertung
- Saison 1996/97: 2. Super-G-Wertung
- Saison 2000/01: 5. Riesenslalomwertung

### Österreichische Meisterschaften
Rainer Salzgeber wurde dreimal österreichischer Meister:
- 2 × Kombination: 1990, 1991
- 1 × Super-G: 1995